# 庫拉利紐
1°48′50″S 49°47′42″W / 1.81389°S 49.79500°W

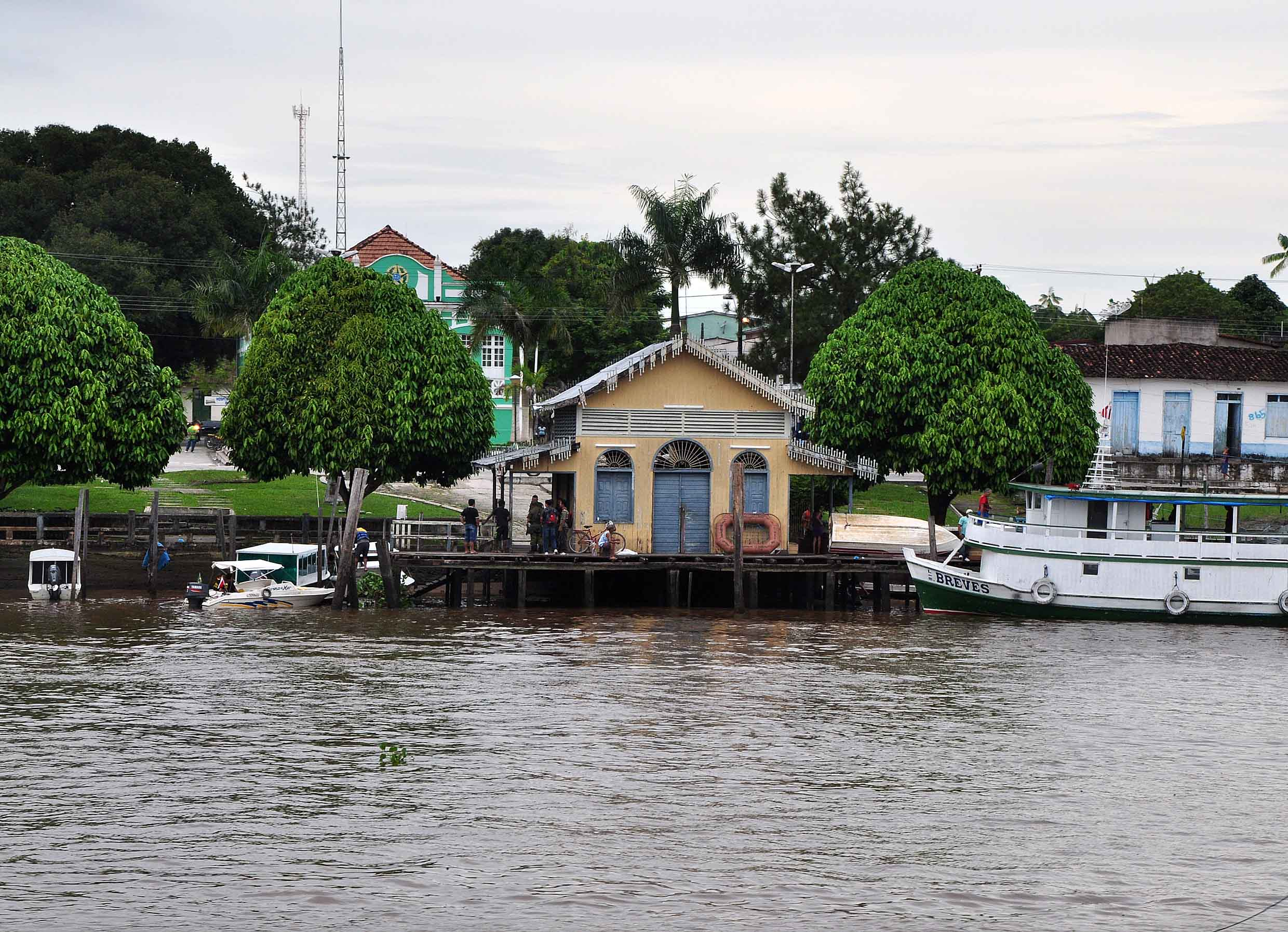
庫拉利紐

庫拉利紐（葡萄牙語：Curralinho），是位於巴西北部的城鎮，由帕拉州負責管轄，面積3,617平方公里，海拔高度15米，2010年人口28,549，該城鎮人口密度每平方公里7.89人。